# Látástól vakulásig (film)
A Látástól vakulásig 1978-ban készült, 1980-ban bemutatott, 75 perces magyar tévéfilm. Rendezője Szőnyi G. Sándor, főszereplője Bujtor István és Székhelyi József.

## Cselekmény
1945-ben a romos Budapesten Vinkó jövendőmondással és fehéregerekkel szórakoztatja a háborút túlélő hiszékeny fővárosiakat, miközben elemeli a pénztárcájukat. Ekkor találkozik az elegáns Eckerrel, aki szovjet tisztnek kiadva magát, megmenti a lelepleződött tolvajt.
A művelt és jól öltözött szélhámos a későbbiekben eladja a „felparcellázott” Vérmezőt a bolgárkertészeknek. Egy lóverseny manipulálása után (1948-ban) a hazai zenei élet fellendítését tűzte ki célul Ecker. Pár év múlva, a Rákosi-korszak idejében vidéki településekre vezetett a két bőrkabátos férfi útja. A svindlerek bíróság elé, majd börtönbe kerültek, de Eckerék itt is a kiváltságosok közé tartoztak. Vinkóék brigádja – a fegyőrökkel együtt – jutalomból még az 1953-as angol–magyar labdarúgó-mérkőzést is élőben meghallgathatta. Az 1956-os események alatt jelvényeket gyártottak: Kossuth-címert és vörös csillagot. A disszidálásuk után Bécsbe helyezték át a tevékenységüket, a nagy machinátor briliáns tervének megvalósítása után megtévedt hazafiként – büntetés nélkül – hazatértek. Itthon kezdetben nagybani tyúkszállítással foglalkoztak, majd egy termelőszövetkezet megmentését tűzték ki célul. A melléküzemág nyomdája az irodalmi élet szokatlan módon való felvirágoztatására tett kísérletet, ami azt jelentette, hogy az írók fizettek a műveik megjelenéséért, amiket mások nem akartak kiadni.

## Szereplők

### Főszereplők
- Ecker, a nagy machinátor – Bujtor István
- Vinkó – Székhelyi József

### Mellékszereplők
- Ambrus András
- Bősze György
- Ferencz László
- Győrffy György
- Horkai János
- Kenderesi Tibor
- Kishonti Ildikó
- Kollár Béla
- Kovács János
- Némethy Ferenc
- Raksányi Gellért
- Tóth Enikő
- Vándor József